# OAIS 참조모형
OAIS 참조모형(Reference Model for an Open Archival Information System)은 전자 기록의 장기 보존을 위한 시스템의 개념적 기능틀을 제공하는 ISO 표준이다. 2003년 ISO 14721로 제정되었으며 이후 2012년 한차례 개정되었다. 이는 우주 데이터 시스템 자문위원회의 권고인 CCSDS 650.0-B-2와 동일하다. OAIS 참조모형은 우주 데이터 시스템 자문위원회(Consultative Committee for Space Data Systems, CCSDS)이 개발했으며, CCSDS의 관점은 우주 기관이지만 디지털 장기 보존이 필요한 다른 기관에도 유용하다는 것이 입증되었다. 유지되는 정보는 OAIS가 존재하지 않더라도 장기간 보존이 필요한 것으로 간주된다. 장기간 보존의 "장기간"은 데이터 포맷과 새로운 미디어를 지원하는 것을 포함해서, 기술이나 이용자 커뮤니티의 변화가 가져올 영향이 염려될만큼 길다. 또한 장기간 보존은 무기한으로 연장될 수 있다.
이 참조모형에서는 보유하고 있는 정보의 주된 형태로서, 그리고 디지털 및 물리적으로 보존된 자료에 대한 지원 정보로서 디지털 정보에 특히 초점을 맞춘다. 따라서 이 모델은 본질적으로 비 디지털인 정보에 대해서는 수용하지만, 그러한 정보의 모델링이나 보존에 대해서는 상세하게 다루지 않는다.
CCSDS 650.0-B-2의 서문에서는 OAIS 참조모형을 “한 아카이브가 디지털 정보를 영구 혹은 무기한 장기간 보존하는 데 있어서 광범위한 의견 일치에 도달하기 위해 개발된 기술적 권고안”이라고 소개하고 있다. 광범위한 의견 일치란 디지털 정보를 장기간 보존하는 활동을 수행하는 모든 기관들 사이의 의사소통 기반을 마련해 앞으로의 협력을 활성화시킨다는 의도를 요약한 것이다. 따라서 이 참조 모형의 가장 즉각적인 의미는 수년에 걸친 개발과 의견 수렴 과정을 통해 디지털 정보 보존에 관한 기본 개념과 용어에 대한 의견 일치를 도출해낸 데 있다. OAIS 참조 모형은 정부 기관, 도서관, 아카이브즈, 그리고 기업체나 대학 등 디지털 정보를 보존하여 이용할 수 있게 하는 모든 기관, 심지어는 현재로서는 스스로가 아카이빙 기능을 수행하고 있다고 믿지 않는 기관들까지 그 적용 대상으로 상정하고 있다.

## 같이 보기
- 디지털 아카이브

## 참고 문헌
1. ↑  “ISO 14721:2003” (영어). 2018년 12월 17일에 확인함.
2. ↑  “ISO 14721:2012” (영어). 2018년 12월 17일에 확인함.
3. 1 2  “CCSDS 650.0-M-2” (PDF). 2023년 9월 22일에 원본 문서 (PDF)에서 보존된 문서.
4. ↑  “OAIS 참조 모형”. 2018년 12월 17일에 확인함.